# バディ・ケネディ
クリフトン・ルイス・ "バディ" ・ケネディ（Clifton Lewis "Buddy" Kennedy, 1998年10月5日 - ）は、 アメリカ合衆国ニュージャージー州カンバーランド郡ミルビル出身のプロ野球選手（内野手）。右投右打。MLBのトロント・ブルージェイズ所属。
祖父は同じくプロ野球選手（三塁手）で、1984年にはNPBの近鉄バファローズでプレーしたドン・マネー。

## 経歴

### プロ入りとダイヤモンドバックス時代
2017年のMLBドラフト 5巡目でアリゾナ・ダイヤモンドバックスから指名され、プロ入り。契約後、傘下のルーキー級アリゾナリーグ・ダイヤモンドバックスでプロデビュー。50試合に出場して打率.270、20打点、7盗塁を記録した。
2018年はパイオニアリーグのルーキー級ミズーラ・オスプレイでプレーし、57試合に出場して打率.327、4本塁打、32打点、7盗塁を記録した。
2019年はA級ケーンカウンティ・クーガーズでプレーし、101試合に出場して打率.262、7本塁打、49打点、4盗塁を記録した。
2020年はCOVID-19の影響でマイナーリーグの試合が開催されなかったため、公式戦への出場は無かった。
2021年はA+級ヒルズボロ・ホップスとAA級アマリロ・ソッドプードルズでプレーし、2球団合計で96試合に出場して打率.290、22本塁打、60打点、16盗塁を記録した。オフにはアリゾナ・フォールリーグに参加し、ソルトリバー・ラフターズに所属した。
2022年はシーズン開幕をAAA級リノ・エーシズで迎えた。6月17日にメジャー契約を結んでアクティブ・ロースター入りし、同日のミネソタ・ツインズ戦にて「6番・指名打者」で先発出場してメジャーデビュー。この年メジャーでは30試合に出場して打率.217、1本塁打、12打点を記録した。
2023年9月6日にDFAとなった

### アスレチックス傘下時代
2023年9月9日にウェイバー公示を経てオークランド・アスレチックスへ移籍した。移籍後は傘下のAAA級ラスベガス・アビエイターズでプレーした。

### タイガース時代
2023年10月25日にウェイバー公示を経てセントルイス・カージナルスへ移籍したが、2024年2月27日に再びウェイバー公示を経てデトロイト・タイガースへ移籍した。シーズン開幕は傘下のAAA級トレド・マッドヘンズで迎えるも、4月20日にジオ・ウルシェラの故障者リスト入りに伴ってメジャー昇格した。だが、6月3日にDFAとなった。

### フィリーズ時代
2024年6月7日に金銭トレードで、フィラデルフィア・フィリーズへ移籍した。この年メジャーでは2球団合計で14試合に出場して打率.190、1本塁打、6打点、1盗塁を記録した。
2025年3月27日にDFAとなり、4月1日にマイナー契約でAAA級リーハイバレー・アイアンピッグスに配属された。6月19日にメジャー契約を結び、アクティブロースター入りした。昇格後は4試合に出場したが、7打数無安打の成績で同月30日にブライス・ハーパーの負傷者リストからの復帰に伴ってDFAとなった。7月5日にFAとなった。

### ブルージェイズ時代
2025年7月9日にトロント・ブルージェイズとマイナー契約を結んだ。8月5日にメジャー契約を結んでアクティブロースター入りした。8月12日に、アンドレス・ヒメネスの負傷者リストからの復帰に伴い、DFAとなった。

### ドジャース時代
2025年8月15日にウェイバー公示を経て、ロサンゼルス・ドジャースに移籍した。

## 詳細情報

### 年度別打撃成績
| 年 度    | 球 団    | 試 合 | 打 席 | 打 数 | 得 点 | 安 打 | 二 塁 打 | 三 塁 打 | 本 塁 打 | 塁 打 | 打 点 | 盗 塁 | 盗 塁 死 | 犠 打 | 犠 飛 | 四 球 | 敬 遠 | 死 球 | 三 振 | 併 殺 打 | 打 率 | 出 塁 率 | 長 打 率 | O P S |
| -------- | -------- | ----- | ----- | ----- | ----- | ----- | -------- | -------- | -------- | ----- | ----- | ----- | -------- | ----- | ----- | ----- | ----- | ----- | ----- | -------- | ----- | -------- | -------- | ----- |
| 2022     | ARI      | 30    | 94    | 83    | 10    | 18    | 2        | 2        | 1        | 27    | 12    | 0     | 0        | 0     | 2     | 8     | 0     | 1     | 23    | 1        | .217  | .283     | .325     | .617  |
| 2023     | ARI      | 10    | 29    | 24    | 1     | 4     | 1        | 0        | 0        | 5     | 1     | 0     | 0        | 0     | 0     | 4     | 0     | 1     | 6     | 0        | .167  | .310     | .208     | .519  |
| 2024     | DET      | 6     | 13    | 10    | 2     | 2     | 0        | 0        | 1        | 5     | 4     | 1     | 0        | 0     | 1     | 2     | 0     | 0     | 4     | 0        | .200  | .308     | .500     | .808  |
| 2024     | PHI      | 8     | 13    | 11    | 2     | 2     | 1        | 0        | 0        | 3     | 2     | 0     | 0        | 0     | 0     | 2     | 0     | 0     | 3     | 0        | .182  | .308     | .273     | .580  |
| '24計    | PHI      | 14    | 26    | 21    | 3     | 4     | 1        | 0        | 1        | 8     | 6     | 1     | 0        | 0     | 0     | 4     | 0     | 0     | 7     | 0        | .190  | .308     | .381     | .689  |
| 2025     | PHI      | 4     | 8     | 7     | 0     | 0     | 0        | 0        | 0        | 0     | 0     | 0     | 0        | 0     | 0     | 1     | 0     | 0     | 2     | 0        | .000  | .125     | .000     | .125  |
| MLB：3年 | MLB：3年 | 54    | 149   | 128   | 14    | 26    | 4        | 2        | 2        | 40    | 19    | 1     | 0        | 0     | 3     | 16    | 0     | 2     | 36    | 1        | .203  | .295     | .313     | .608  |

- 2024年度シーズン終了時

### 年度別守備成績
| 年 度 | 球 団 | 二塁（2B） | 二塁（2B） | 二塁（2B） | 二塁（2B） | 二塁（2B） | 二塁（2B） | 三塁（3B） | 三塁（3B） | 三塁（3B） | 三塁（3B） | 三塁（3B） | 三塁（3B） |
| 年 度 | 球 団 | 試 合      | 刺 殺      | 補 殺      | 失 策      | 併 殺      | 守 備 率   | 試 合      | 刺 殺      | 補 殺      | 失 策      | 併 殺      | 守 備 率   |
| ----- | ----- | ---------- | ---------- | ---------- | ---------- | ---------- | ---------- | ---------- | ---------- | ---------- | ---------- | ---------- | ---------- |

- 2024年度シーズン終了時

### 背番号
- 45（2022年）
- 16（2023年）
- 40（2024年 - 同年6月3日）
- 19（2024年9月6日 - 2025年6月27日）
- 24（2025年8月6日 - 同月11日）
- 46（2025年8月15日 - ）